# 1923 dans les parcs de loisirs
| Années des parcs de loisirs : 1920 - 1921 - 1922 - 1923 - 1924 - 1925 - 1926    |
| Décennies des parcs de loisirs : 1890 - 1900 - 1910 - 1920 - 1930 - 1940 - 1950 |

## Parcs d'attractions

### Ouverture
- Fairyland Park (en) ( États-Unis)
- Liseberg ( Suède) Ouverture au public le 8 mai 1923.
- Parc Belmont ( Canada)

## Attractions

### Montagnes russes
| Nom                                               | Type/Modèle | Constructeur                                        | Parc                     | Pays        |
| ------------------------------------------------- | ----------- | --------------------------------------------------- | ------------------------ | ----------- |
| Bergbanan                                         | Bois        |                                                     | Liseberg                 | Suède       |
| Big Dipper                                        | Bois        | William Strickler                                   | Blackpool Pleasure Beach | Royaume-Uni |
| Big Dipper                                        | Bois        |                                                     | Luna Park (Melbourne)    | Australie   |
| Blue Streak Devenu Skyrocket.                     | Bois        | Belmont Construction Co.                            | Riverview Park           | États-Unis  |
| Pippin                                            | Bois        |                                                     | Luna Park (Cleveland)    | États-Unis  |
| Pippin Devenu Zippin Pippin (en) en 1976.         | Bois        | Harry C. Baker (en) National Amusement Devices (en) | Libertyland (en)         | États-Unis  |
| Thriller                                          | Bois        |                                                     | Indianola Park           | États-Unis  |
| Thunderhawk                                       | Bois        | Philadelphia Toboggan Company                       | Dorney Park              | États-Unis  |
| Joy Ride Devenu Wildcat au cours de l'année 1923. | Bois        | Philadelphia Toboggan Company                       | Hersheypark              | États-Unis  |

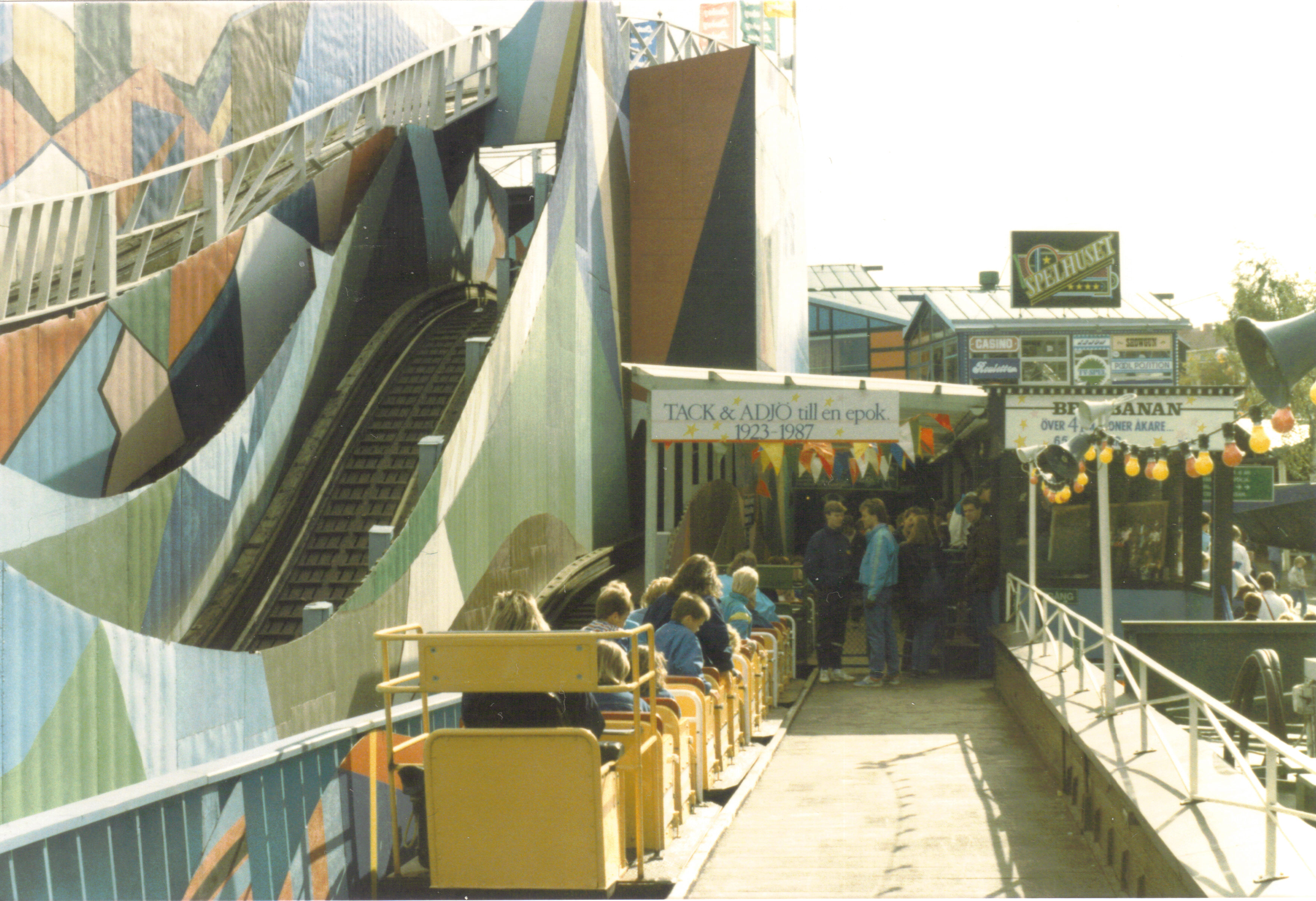
Bergbanan à Liseberg
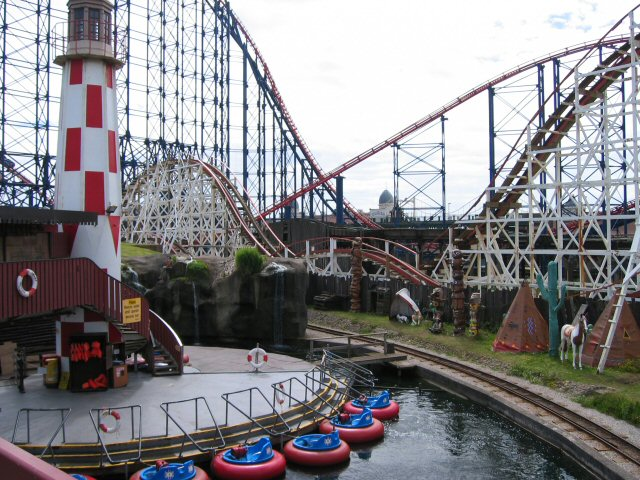
Big Dipper à Blackpool Pleasure Beach
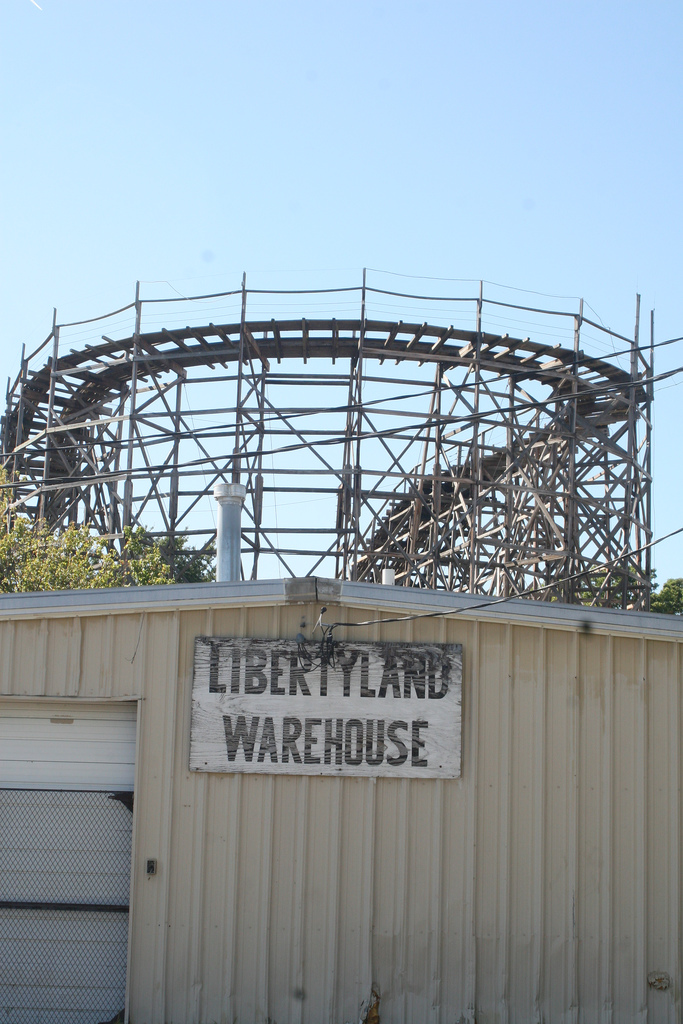
Pippin (en) à Libertyland (en)
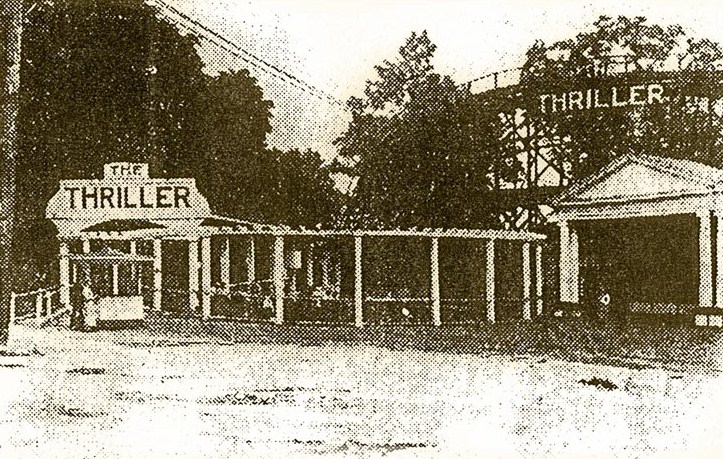
Thriller à Indianola Park
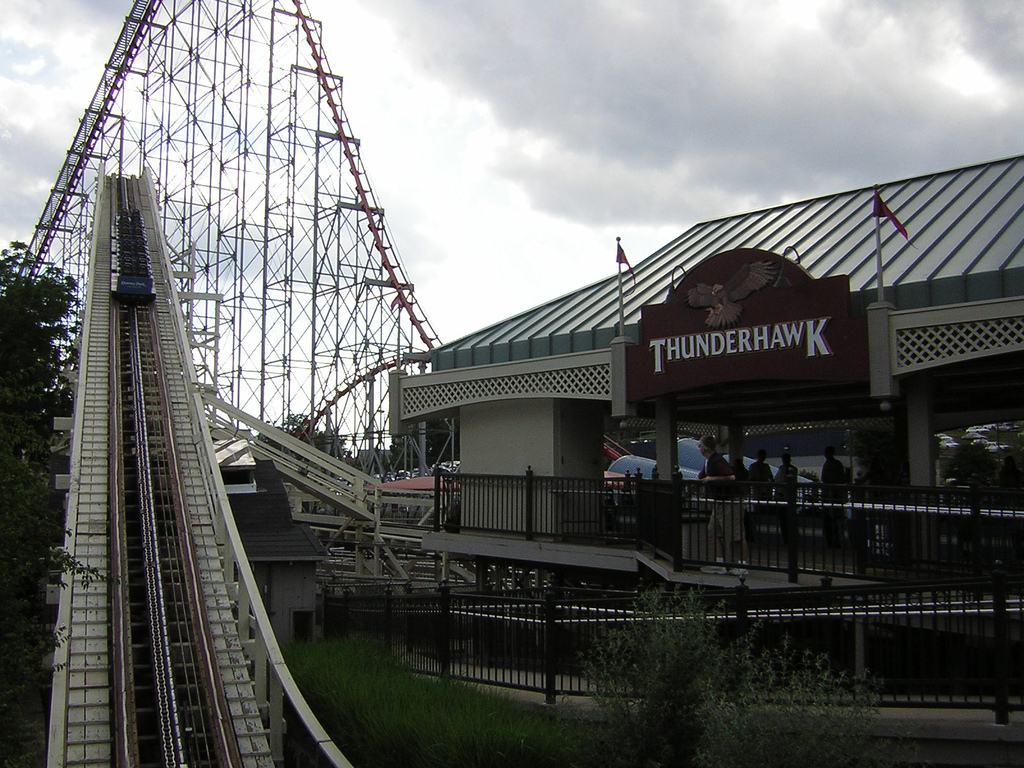
Thunderhawk à Dorney Park

### Autres attractions
| Nom              | Type/Modèle    | Constructeur                  | Parc              | Pays       |
| ---------------- | -------------- | ----------------------------- | ----------------- | ---------- |
| Carousel         | Carrousel      | Philadelphia Toboggan Company | Carowinds         | États-Unis |
| Dentzel Carousel | Carrousel      | Dentzel Carousel Company      | Carsonia Park     | États-Unis |
| Noah's Ark       | Palais du rire |                               | Steeplechase Park | États-Unis |